# 霍姆斯維爾鎮區 (明尼蘇達州貝克縣)
霍姆斯維爾鎮區（英語：Holmesville Township）是位於美國明尼蘇達州貝克縣的一個行政鎮區。

## 地方資料
霍姆斯維爾鎮區的面積為93.60平方千米，當中陸地面積為72.70平方千米，而水域面積為20.90平方千米。根據2020年美國人口普查的數據，當地共有人口543人，而人口密度為每平方千米5.8人。